# 깃 (영화)
"깃"은 2005년에 개봉한 대한민국의 영화이다.

## 캐스팅
- 장현성 : 현성 역
- 이소연 : 소연 역
- 조성하 : 삼촌 역
- 최성미 : 숙모 역
- 이용주 : 택배 직원 1 역
- 김용철 : 택배 직원 2 역
- 배수경 : 탱고 여인 역